# 夏永砀县
夏永砀县，中国旧县名。豫皖苏抗日根据地设。
1939年11月，新四军开始领导夏邑县抗日民主政府。不久，中共豫皖苏区委以夏邑县为基础组建夏（邑）永（城）砀（山）中心县。该县以河南省夏邑与永城县、江苏省砀山县（今属安徽省）三县析置，以三县首字为名。1940年8月，夏永砀中心县改称夏永砀县。1945年抗日战争胜利后撤销，仍划归各县。